# Reint Withaar
Reint Gerrit Withaar (Amsterdam, 29 juli 1928 - 11 maart 2015) was een Nederlandse kunstschilder. Hij is vooral bekend door zijn landschappen, zoals bosgezichten, zeegezichten en heidegezichten. Naast typerende Hollandse landschappen, schilderde hij ook Franse landschappen gedurende de periode dat hij in Frankrijk heeft gewoond.

## Carrière
Reint Withaar is geboren in Amsterdam op 29 juli 1928. Vanaf zijn derde groeide hij op in Apeldoorn. Zijn vader Berend Withaar was kunstschilder en expert in hout- en marmerimitatieschilderen. In het atelier van zijn vader kreeg hij zijn eerste schilderlessen. Op zijn zesde maakte hij zijn eerste olieverfschilderij.
Vanwege de armoede als gevolge van de Tweede Wereldoorlog kon Withaar niet naar de kunstacademie. In plaats daarvan ging hij naar de Hogere technische school. Na deze studie heeft hij het schilder- en reclametekenvak geleerd in een kunstatelier in Amsterdam en bij een reclamebureau. Tijdens deze periode specialiseerde hij zich met een groep bevriende kunstenaars in het schilderen van landschappen.
In 1978 opende hij een kunstgalerie in Elburg. De kunstgalerie was daarnaast ook zijn werkatelier. Gedurende de jaren dat hij zijn werk verkocht in Elburg groeide zijn bekendheid. Naast verschillende plekken in Nederland, heeft hij zijn schilderijen ook geëxposeerd in de Verenigde Staten en Frankrijk. In 1994 verhuisde Withaar naar Saint-Julien-de-Civry in Frankrijk; uiteindelijk keerde hij naar enkele jaren terug naar Apeldoorn. Zijn dochter werd net als Reint en diens vader Berend kunstschilder. De galerie met kunstwerken van zowel Withaar als zijn dochter wordt op dezelfde plek gerund in Elburg.